# Urtica parviflora
Urtica parviflora là loài thực vật có hoa trong họ Tầm ma. Loài này được Roxb. miêu tả khoa học đầu tiên năm 1832.